# Talbot (nome)
Talbot  è un nome proprio di persona inglese maschile.

## Origine e diffusione
Si tratta di un nome di origine medievale, attestato anche nella forma Talebod e in quella latinizzata Talebotus, dall'etimologia molto incerta. Alcune fonti avanzano l'ipotesi che possa essere nato come soprannome, dal franco-normanno talebot ("nerofumo"), un'idea che però trova limitata accoglienza; è invece più frequente che gli venga attribuita un'origine germanica, sebbene non ci sia giunto alcun nome germanico a cui esso potrebbe essere ricondotto. Nel caso l'ipotesi germanica fosse corretta, la seconda parte del nome sarebbe probabilmente da ricondurre a bot ("araldo", "messaggero", da cui anche Bodo), mentre sul primo elemento vi è maggiore difficoltà: esso appare anche in altri nomi di origine germanica, come Talabert e Talamon, la cui forma originale è però andata perduta; potrebbe forse essere il verbo tal ("distruggere").
Non è chiaro se e quanto sia stato effettivamente diffuso come nome proprio durante il Medioevo, ma certamente riuscì ad affermarsi come cognome; proprio il cognome è stato ripreso come nome, a partire dal XVI secolo. La sua diffusione in inglese moderno rimane comunque scarsa.

## Onomastico
Nessun santo ha mai portato questo nome, che quindi è adespota, e l'onomastico si può festeggiare eventualmente il 1º novembre, festa di Ognissanti. Si segnala comunque un beato che lo portò come cognome, John Talbot, martire a Thornton-le-Street nel distretto di Hambleton (North Yorkshire, Inghilterra), commemorato l'8 settembre.

## Persone
- Talbot Mundy, scrittore britannico naturalizzato statunitense